# Рахат-лукум

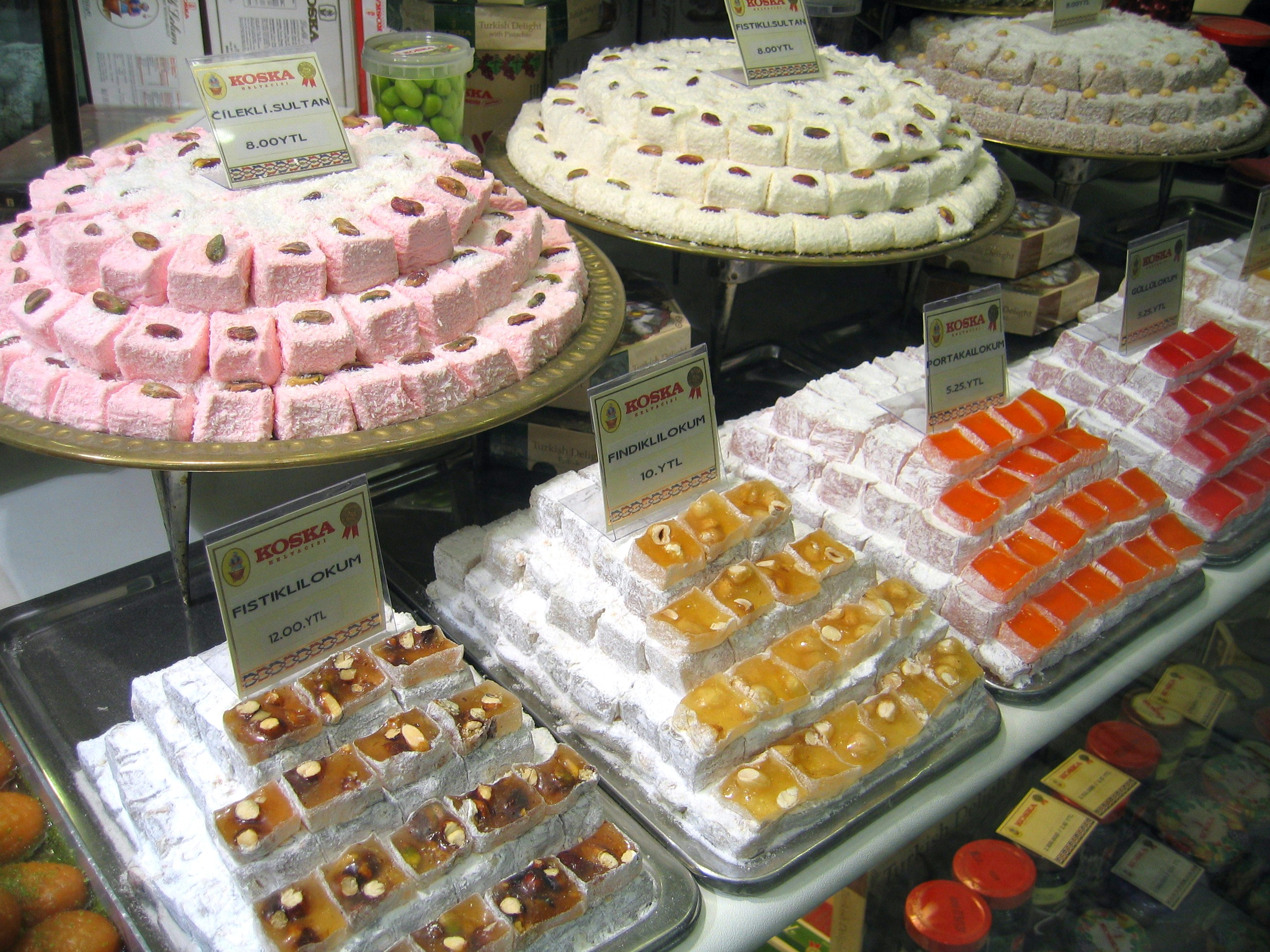
Різні сорти лукуму на вітрині стамбульського магазину

Рахат-луку́м (араб. رَاحَة الْحُلْقُوم, латиніз. rāḥat al-ḥulqūm) — східний кондитерський виріб з цукру, борошна, крохмалю, можливо з додаванням горіхів або без них. 
Інгредієнти змішуються в різних пропорціях, від пропорцій залежить більш ніжна, або більш туга консистенція солодощів. Залежно від сорту, для об'єднання інгредієнтів використовують воду або сік, додають різні горіхи (фісташки, мигдаль, волоський горіх).

## Етимологія
Назва цих солодощів походить від араб. رَاحَة الْحُلْقُوم, трансліт. rāḥat al-ḥulqūm, досл. «комфортні (приємні, зручні) шматочки». Арабське слово «раха(т)» (в якому закінчення «т» в називному відмінку в розмовній мові не вимовляється, в літературній читається, як «тон») — буквально означає «ніга, задоволення», «приємний, комфортний відпочинок», та слова «лукма(т)», в однині жіночого роду, яке означає буквально «шматочок», а в множині звучить, як «лукум», й перекладається, відповідно, як «шматочки».
В арабських країнах ці солодощі відомі під назвою — «раха(т)» (закінчення «т» пишеться, вказуючи на жіночий рід, але не вимовляється в називному відмінку, а в інших відмінках вимовляється, наприклад: «рахатті» — «мій комфорт, моя ніга»; «рахтек» — «твій комфорт» (при зверненні до чоловіка), «рахатукі» — «твій комфорт» (при зверненні до жінки). Найкращий спосіб вживати ці солодощі (тільки м'якої консистенції) — разом з тонким, не дуже солодким печивом з пісочного тіста, наприклад, таким як несолоні крекери, печиво «Марія», або «Зоологічне».[джерело?]

## Історія
Рахат-лукум був вперше створений турецьким кондитером Алі Мугиддін Хаджі Бекиром в Стамбулі наприкінці XVIII ст.